# Onthophagus girardinae
Onthophagus girardinae är en skalbaggsart som beskrevs av Walter 1989. Onthophagus girardinae ingår i släktet Onthophagus och familjen bladhorningar. Inga underarter finns listade i Catalogue of Life.